# Prunus umbellata
Prunus umbellata — вид квіткових рослин із підродини мигдалевих (Amygdaloideae).

## Біоморфологічна характеристика
Це дерево чи кущ, 10–60 дм, помірно колючі. Гілочки зазвичай голі, іноді запушені. Листки опадні; ніжка 3–14 мм, волосиста; пластина зазвичай від еліптичної до широко-еліптичної, іноді від обернено-ланцетної до обернено-яйцеподібної, 3.5–8 × 1.5–4 см, краї зазвичай поодиноко зубчасті, іноді подвійно пилчасті, зубці гострі, зазвичай не залозисті, іноді залозисті, верхівка зазвичай гостра, іноді коротко-загострена, абаксіальна (низ) поверхня волосиста до голої, адаксіальна гола. Суцвіття — 2–4(6)-квіткові, зонтикоподібні пучки. Квіти розпускаються до або під час появи листя; чашолистки прямо-розпростерті, яйцювато-довгасті, 1.5–2.5 мм, краї зазвичай цілі, абаксіальна поверхня волосиста чи гола, адаксіальна волосиста; пелюстки білі, іноді рожевіють, від обернено-яйцеподібних до майже округлих, 3–8 мм. Кістянки червоні, жовті, темно-сині чи майже чорні, кулясті, 10–15 мм, голі; мезокарпій м'ясистий; кісточки яйцеподібні, злегка до ± сплюснуті. Цвітіння: лютий–травень; плодоношення: липень–вересень.

## Поширення, екологія
Росте в США: Алабама, Арканзас, Коннектикут, Флорида, Джорджія, Луїзіана, Меріленд, Массачусетс, Мічиган, Міссісіпі, Північна Кароліна, Пенсильванія, Південна Кароліна, Теннессі, Техас, Вірджинія, Західна Вірджинія. Населяє піщані соснові чи дубові ліси, піщані пустелі, сланцеві гряди, вапнякові скелі, скелясті високогірні ліси, старі поля, узбіччя доріг; 10–800 метрів.

## Використання
Плоди їдять сирими чи приготовленими. М'якуш товстий соковитий, кислий.
З листя можна отримати зелений барвник. З плодів можна отримати барвник від темно-сірого до зеленого.
Деревина важка, тверда, дрібнозерниста. Деревина хорошої якості, але дерева занадто малі, щоб деревина була комерційно цінною.

## Галерея

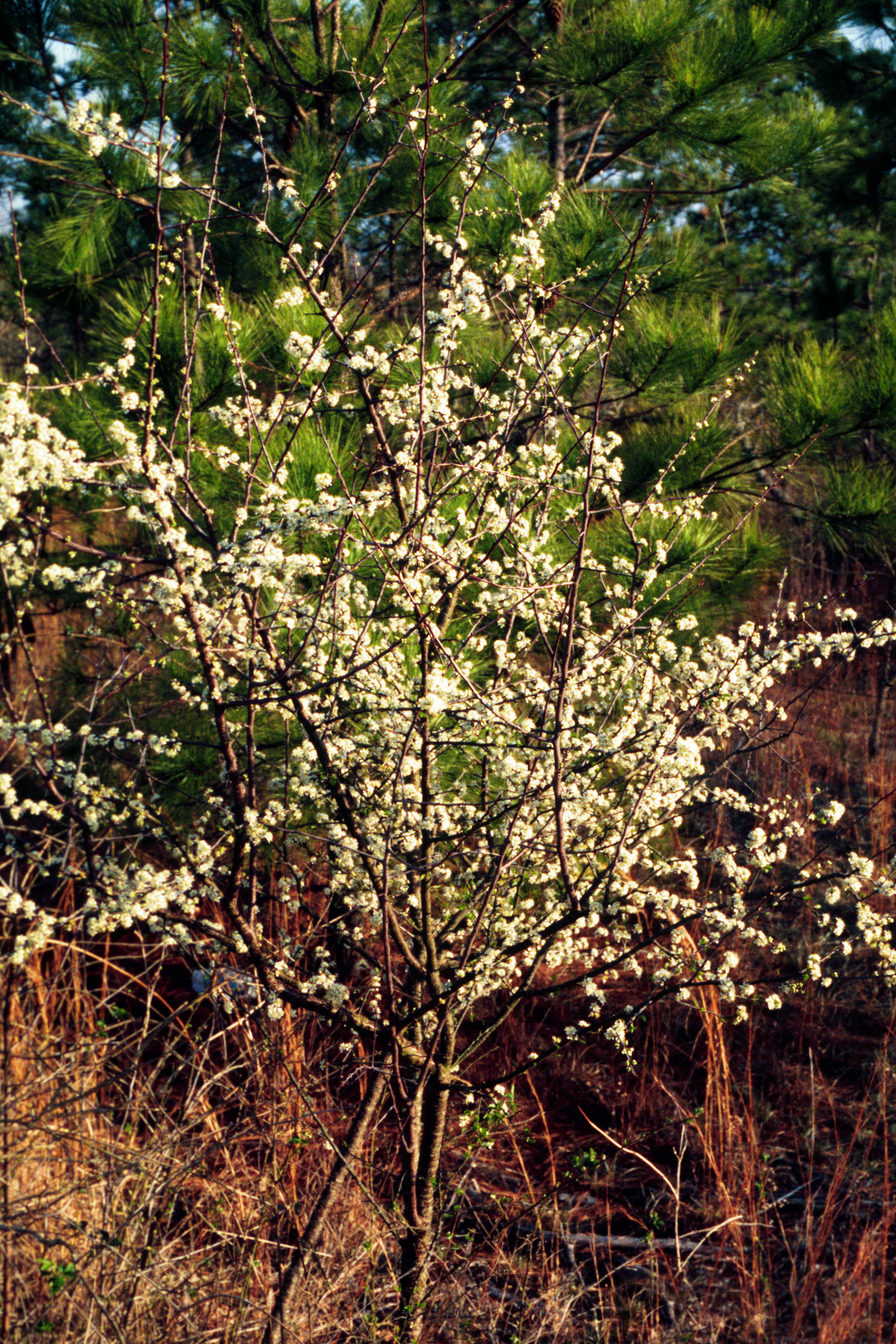
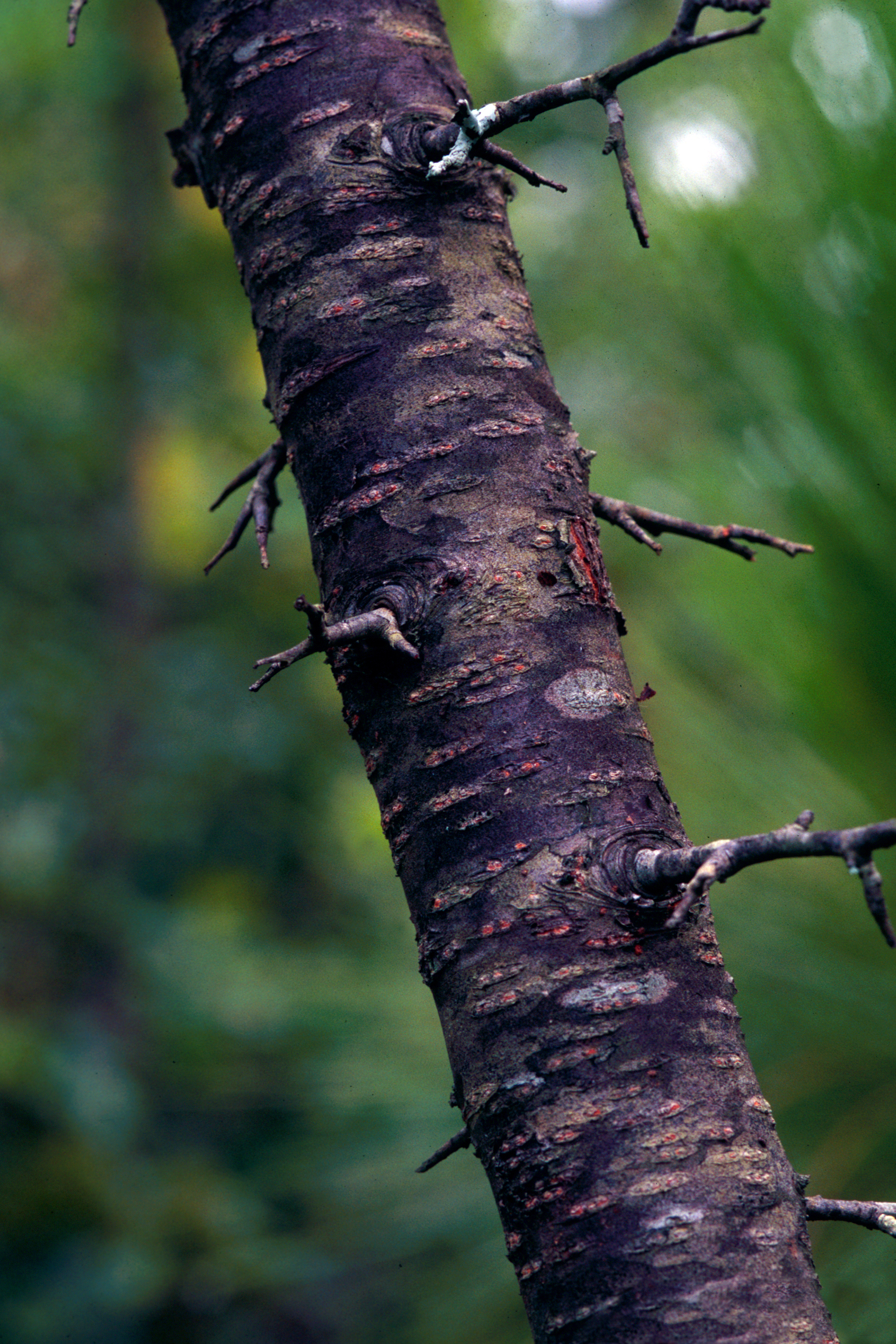
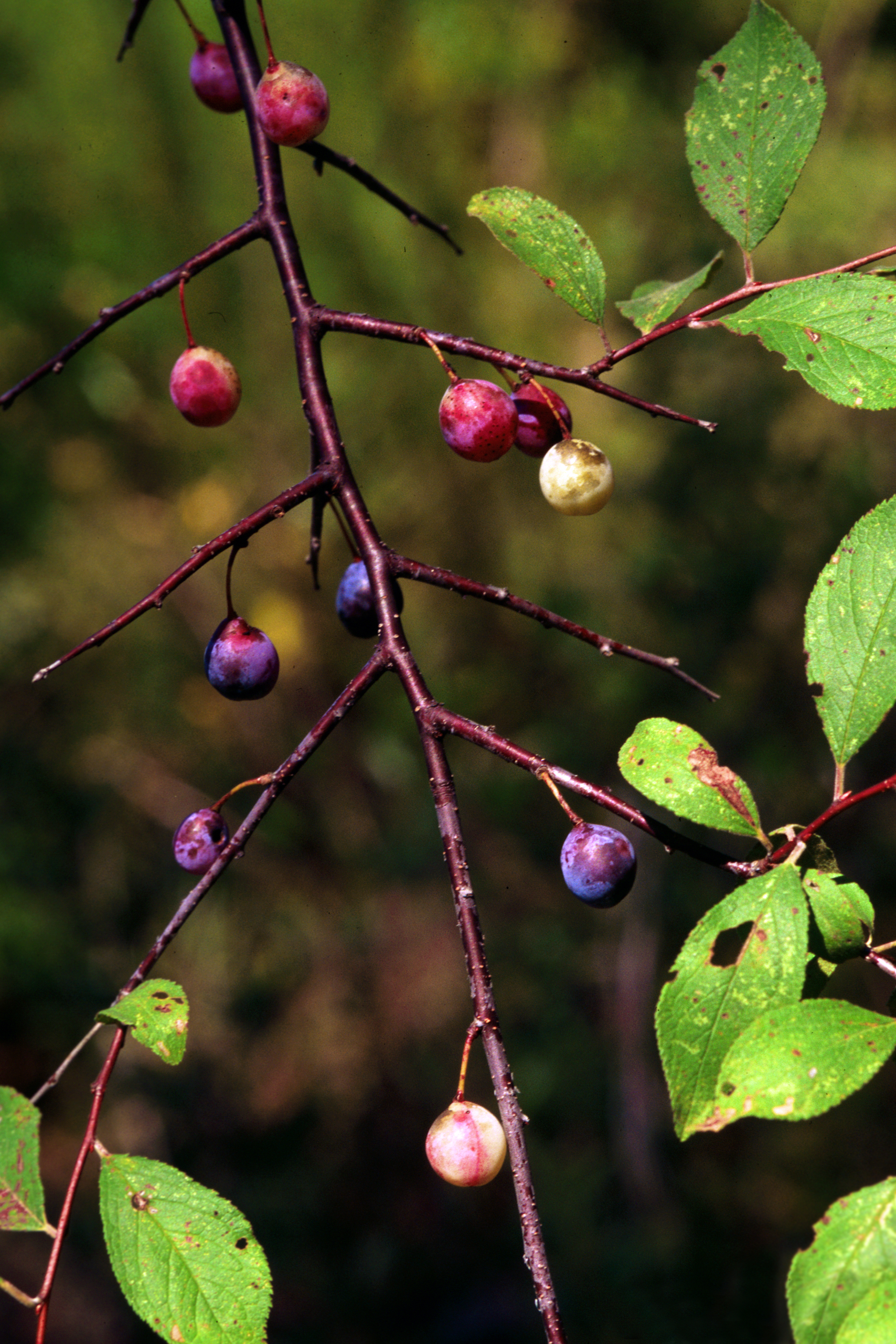